# 沙莫圖維

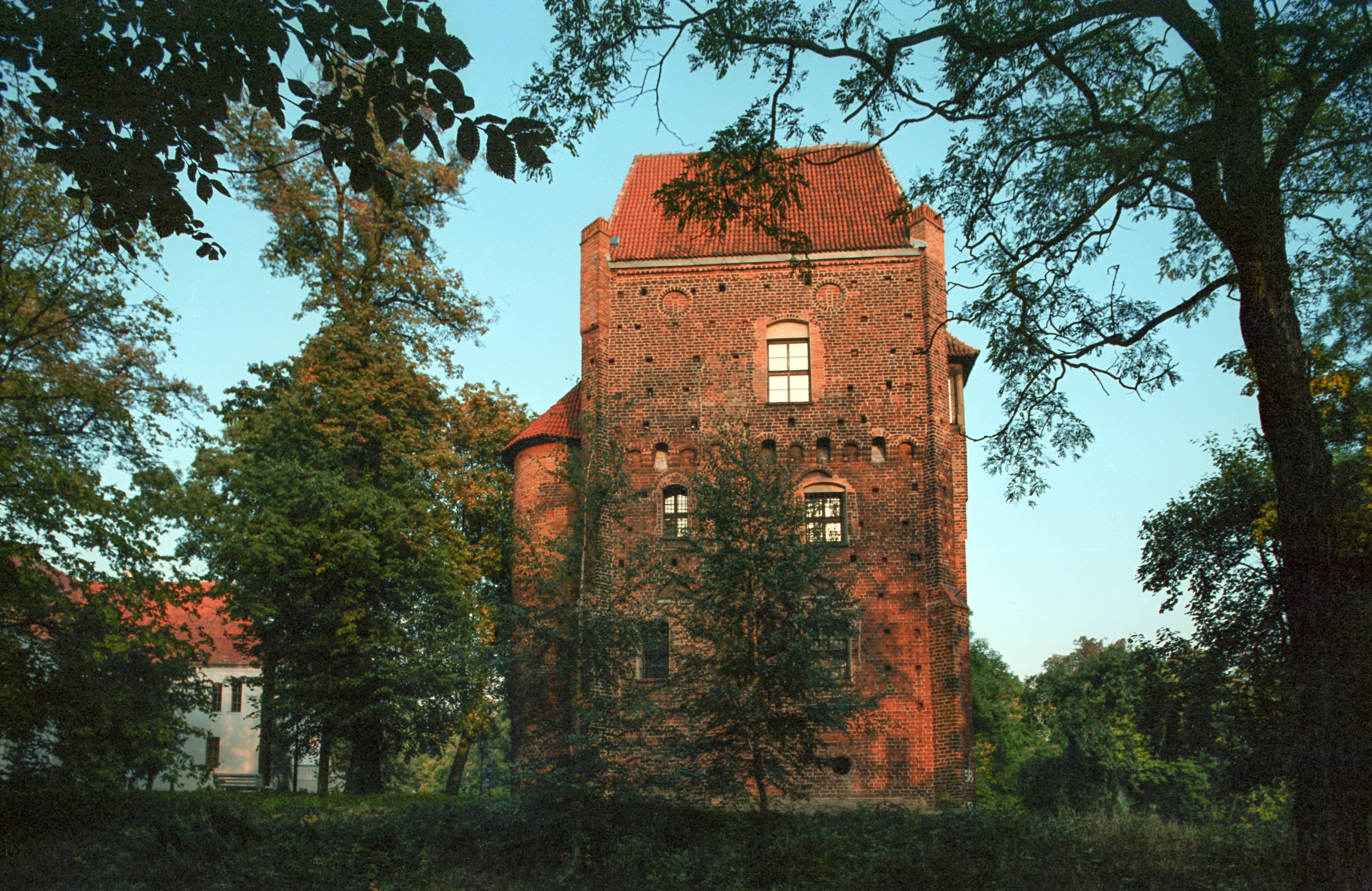

沙莫圖維（波蘭語：Szamotuły，波蘭語發音：[ʂamɔˈtuwɨ]）是波蘭大波兰省的城鎮，位於該國西部瓦爾塔河畔，距離省会波茲南約30公里，面積10.11平方公里，海拔高度115米，2006年人口18,760。

## 友好城市
- 德国大盖劳 1989年
- 法國布里尼奥勒 1996年
- 義大利布鲁尼科 1997年
- 比利时蒂尔特 1998年

## 外部連結
- Official city webpage （页面存档备份，存于）
- Map, via mapa.szukacz.pl （页面存档备份，存于）

52°37′N 16°35′E / 52.617°N 16.583°E